# Condalia brandegeei
Condalia brandegeei là một loài thực vật có hoa trong họ Táo. Loài này được I.M.Johnst. mô tả khoa học đầu tiên năm 1924.